# Loekman Hakim

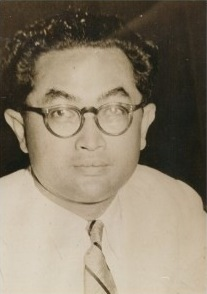
Loekman Hakim

Lukman Hakim (* 6. Juni 1914 im Regierungsbezirk Tuban; † 20. August 1966 in Königswinter) war während der Sukarno-Ära Finanzminister der Republik Indonesien und ab 1961 Botschafter in Bonn.
Sein Vater, Abdoellah Koestoer, stammte aus Surakarta, während seine Mutter aus Tuban stammte.

## Bildung
Hakim besuchte Schulen in Tuban, Surakarta und dann Sekolah Menengah Atas AMS A in Yogyakarta, 1941 wurde er Bachelor der Rechtswissenschaft an der Rechtschogeschool (Rechtshochschule) in Batavia. Während seines Studiums schloss er sich nationalistischen Jugendorganisationen wie Indonesia Muda an, für die er den Jakarta-Zweig leitete, und später der Indonesischen Studentenvereinigung.

## Werdegang
Von 1942 bis 1945 während der japanischen Besetzung Indonesiens war er Finanzinspektor. Er arbeitete zunächst im Finanzamt Semarang, bevor er nach Jakarta versetzt wurde.
Nach der Proklamation der indonesischen Unabhängigkeit, am 17. August 1945 trat Hakim der Indonesischen Nationalpartei bei und unterstützte innerhalb der Organisationsstruktur Soemanang Soerjowinoto, der die Wirtschaftsabteilung der Partei leitete.
1946 war er Mitglied des Arbeitsausschusses des Zentralen Nationalkomitees, Finanzkommissar für Sumatra, Direktor der De Javasche Bank, Gouverneur der Bank Indonesia, Direktor der Weltbank (Weltbank), Direktor des Internationalen Währungsfonds (IWF).
Vom 2. Oktober 1946 bis 27. Juni 1947 war er Stellvertretender Finanzminister im Kabinett von Sutan Syahrir II.
Im Juli 1947 wurde Hakim zum Staatskommissar für Finanzen auf Sumatra ernannt und zog dorthin.
Nach der Operation Kraai, vom 19. Dezember 1948 bis 13. Juli 1949 war er Finanzminister und gleichzeitig Justizminister in Pemerintahan Darurat Republik Indonesia, PDRI, einem Notkabinett, da das Kabinett Truman durchgesetzt hatte, dass die Regierung in Batavia keine Finanzierung aus dem Marshallplan erhielt.
Vom 4. August 1949 bis 20. Dezember 1949 war er Finanzminister im Kabinett Hatta II.
Vom 20. Dezember 1949 bis 21. Januar 1950 war er Finanzminister im Kabinett Susanto und vom 21. Januar bis 6. September 1950 im Kabinett Halim. Das Notkabinett von Syafruddin Prawiranegara erkannte einen Mangel an republikanischer Währung im Inneren Sumatras, und Hakim wies die republikanische Lokalregierung in Provinz Jambi, an, eine Währung zu emittieren. Im Januar 1949 leitete Hakim in Muara Bungo in der Provinz Jambi den Druck von republikanischem Papiergeld mit mitgebrachten Indonesische Rupiah Klischees.
Ab April 1949 wurde der Uang Republik Indonesia Provinsi Sumatera (URIPS) auf Ersuchen des Finanzministers der PDRI, Mr. Lukman Hakim in Muaro Bungo gedruckt, als Muaro Bungo am 25. Mai 1949 von den Holländern besetzt wurde, wurde der Druck dieser URIPS nach Tanah Tumbuh verlegt.
Von 1949 bis 1950 während des Indonesischen Unabhängigkeitskriegs gab es 2 Finanzminister. Der Finanzminister der Republik Indonesien in Jakarta in den Kabinetten Susanto und Halim war Lukman Hakim, während der Finanzminister der Republik Indonesia Serikat in Yogyakarta mit dem RIS-Kabinett Sjafruddin Prawiranegara war.
1953 war er Direktor der De Javasche Bank und begleitete deren Verstaatlichung zur Bank Indonesia.
1958 löste Hakim, Syafruddin Prawiranegara als Geschäftsführer der Bank Indonesia ab, da dieser sich der Pemerintahan Revolusioner Republik Indonesia angeschlossen hatte.

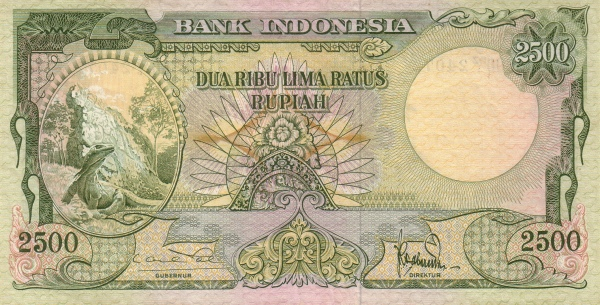
2500 Indonesische Rupiah Loekman Hakim (Governor), TRB Sabaroedin (Director)

Am 2. April 1961 wurde Hakim zum Botschafter Indonesiens in Westdeutschland ernannt. Von 1961 bis 1962 drängte das Kabinett De Quay das Kabinett Adenauer IV, die Entwicklungszusammenarbeit mit dem Kabinet Kerja II aufgrund des Konfliktes um Niederländisch-Neuguinea einzustellen. Für die westdeutsche Regierung war die Hallstein-Doktrin maßgeblich und Hakim konnte Unbedenklichkeits-Erklärungen, dass Dornier Do 28 zivil genutzt würden beisteuern.
Hakim setzte seine Lobbyarbeit bei der westdeutschen Regierung während der Zeit der indonesisch-malaysischen Konfrontation Konfrontasi fort. Er starb am 20. August 1966, noch in seiner Eigenschaft als Botschafter im Haus Felseck.